# عزلة القويم (مأرب)

تعديل مصدري - تعديل

عزلة القويم هي إحدى عزل مديرية حريب في محافظة مأرب اليمنية ويبلغ تعداد سكانها 1633 نسمة حسب التعداد السكاني في اليمن لعام 2004.